# مقاطعة ديد (ميزوري)
مقاطعة ديد (بالإنجليزية: Dade County)‏ هي إحدى المقاطعات في ولاية ميزوري في الولايات المتحدة الأمريكية.